# Pou de glaç de Can Parareda
El Pou de glaç de Can Parareda és una obra de Santa Coloma de Farners (Selva) inclosa a l'Inventari del Patrimoni Arquitectònic de Catalunya.

## Descripció
És una construcció cilíndrica semisubterrània amb cúpula esfèrica de dimensions considerables. El parament és de pedra irregular i rajol amb revestiment de calç a l'interior de gairebé uns 0,50 m d'amplada. Té una obertura d'accés trapezoïdal de 1,20 m d'amplada per 1,70 m d'lçada.. Està situat vora el camí al costat de la riera d'Esplet. La cúpula sobresurt del nivell de terra formant un turonet que actualment està absolutament cobert de vegetació.

## Història
L'any 1720 l'ajuntament de Sta. coloma de Farners fa una capitulació per a la distribució i venda de glaç a la vila amb Esteve Font. L'any 1741 Joan Callicó concedeix a Narcís Font que pugui fer una bassa per al seu pou de glaç de Parareda.